# نبع (شجرة)
نَبْع ومفردها نَبْعة (الاسم العلمي: Grewia tenax)، وهو نبات بري دائم الخضرة ينتمي إلى الفصيلة الخبازية، ينمو في المناطق الصحراوية شبه الجبلية، موطنه الأصلي إفريقيا، من الصحراء الكبرى إلى تنزانيا وأجزاء من منطقة إفريقيا الجنوبية، وشبه الجزيرة العربية، ومنها إلى شبه القارة الهندية، وقد عُرف النبع في التراث العربي على أنها شجرة مستقيمة الأغصان تستخدم لصناعة السهام والقسيّ.
لشجرة النبع ثمار صغيرة حلوة المذاق تسمى الصُقار مثل رمان، كما تسمى القضيم، ويكون ثمره أصفر اللون عند نضجه، ويميل في أعلى مراحل نضجه إلى اللون الأحمر البني.